# Tomáš Brňák
Tomáš Brňák (* 20. dubna 1987 v Považské Bystrici) je slovenský hokejový obránce.

## Hráčská kariéra
S profesionálním hokejem začínal v rodném městě v týmu HK 95 Považská Bystrica, kde debutoval ve druhé nejvyšší slovenské soutěži v sezóně 2004/05, odehrál 27 zápasů. Po Mistrovství světa do 18 let v roce 2005, které se konalo v Česku, zůstal a podepsal smlouvu s týmem HC Energie Karlovy Vary. První sezónu v Česku odehrál v juniorské lize a první zápas v české nejvyšší soutěži odehrál ve 49. kole proti týmu Bílí Tygři Liberec, ve kterém vyhráli 4:2. Sezónu 2006/07 odehrál poslední sezónu v juniorské kategorii, odehrál 14 zápasů v základní části a 7 zápasů v playoff, v seniorské nejvyšší lize odehrál 30 zápasů, nasbíral pouze 8 trestných minut. Následující ročník hrával ve střídavých stratech mezi první ligou v týmu Sportovní klub Kadaň, ve kterém odehrál 29 zápasů v základní části a jeden zápas v playoff a mezi Extraligou v týmu HC Energie Karlovy Vary. Za Energii odehrál 18 zápasů v základní části a 7 zápasů v playoff, ve kterém nahradil zraněného spoluhráče Miroslava Dubna.
Před začátkem nové sezóny 2008/09 odešel na hostování do týmu BK Mladá Boleslav, za Boleslav odehrál 36 zápasů základní části a 9 zápasů v baráži. V sezóně odehrál jeden zápas v první lize v týmu HC Most. Po skončení hostování se vrátil zpět do Karlových Varů, za které odehrál 20 zápasů v základní části. 31. ledna 2010 přestoupil do týmu KLH Chomutov , za které odehrál 19 zápasů v základní části a 20 zápasů v playoff, pomohl vyhrát 1. ligu ale závěrečný boj o extraligu nevyhráli, prohráli 4:1 na zápasy proti týmu BK Mladá Boleslav za který v minulé sezóně působil. Sezónu 2010/11 začal v Chomutovu, ale odehrál pouze 9 zápasů, poté ho zbrzdilo zranění kolena. Po zranění byl poslán na měsíční hostování do týmu Sportovní klub Kadaň, kde stihl odehrát 27 zápasů. Na nový ročník 2011/12 se dohodl na spolupráci s týmem HC 05 Banská Bystrica. V Bystrici strávil jeden rok a poprvé hrával ve slovenské nejvyšší lize. Od roku 2012 působí ve slovenském klubu ŠHK 37 Piešťany, taktéž hrající v nejvyšší lize.

## Zajímavosti
10. října 2008 ve 13. kole v zápase proti týmu HC Energie Karlovy Vary, kde byl puštěn na hostování do BK Mladá Boleslav, byl ve druhé třetině zasažen pukem do obličeje a ztratil 3 zuby.

## Prvenství
- Debut v ČHL - 28. února 2006 (HC Energie Karlovy Vary proti Bílí Tygři Liberec)
- První asistence v ČHL - 3. října 2008 (HC Mountfield České Budějovice proti BK Mladá Boleslav)
- První gól v ČHL - 31. října 2008 (BK Mladá Boleslav proti HC Oceláři Třinec, brankáři Martinu Vojtkovi)

## Klubová statistika
| Sezóna       | Klub                       | Soutěž       |     | Základní část | Základní část | Základní část | Základní část | Základní část |   | Play off | Play off | Play off | Play off | Play off |
| Sezóna       | Klub                       | Soutěž       | Z   | G             | A             | B             | TM            | Z             | G | A        | B        | TM       |          |          |
| 2004/2005    | HK 95 Považská Bystrica    | 1.SHL        | 27  | 2             | 3             | 5             | 6             | —             | — | —        | —        | —        |          |          |
| 2005/2006    | HC Energie Karlovy Vary 20 | ČHL-20       | 46  | 4             | 10            | 14            | 26            | 3             | 1 | 2        | 3        | 2        |          |          |
| 2005/2006    | HC Energie Karlovy Vary    | ČHL          | 1   | 0             | 0             | 0             | 0             | —             | — | —        | —        | —        |          |          |
| 2006/2007    | HC Energie Karlovy Vary    | ČHL          | 30  | 0             | 0             | 0             | 8             | 1             | 0 | 0        | 0        | 0        |          |          |
| 2006/2007    | HC Energie Karlovy Vary 20 | ČHL-20       | 14  | 2             | 4             | 6             | 18            | 7             | 2 | 3        | 5        | 2        |          |          |
| 2007/2008    | Sportovní klub Kadaň       | 1.ČHL        | 29  | 2             | 6             | 8             | 18            | 1             | 0 | 0        | 0        | 2        |          |          |
| 2007/2008    | HC Energie Karlovy Vary    | ČHL          | 18  | 0             | 0             | 0             | 4             | 7             | 0 | 0        | 0        | 2        |          |          |
| 2008/2009    | BK Mladá Boleslav          | ČHL          | 36  | 1             | 6             | 7             | 26            | 9             | 0 | 0        | 0        | 2        |          |          |
| 2008/2009    | HC Most                    | 1.ČHL        | 1   | 0             | 0             | 0             | 0             | —             | — | —        | —        | —        |          |          |
| 2009/2010    | HC Energie Karlovy Vary    | ČHL          | 20  | 0             | 0             | 1             | 6             | —             | — | —        | —        | —        |          |          |
| 2009/2010    | KLH Chomutov               | 1.ČHL        | 19  | 1             | 4             | 5             | 16            | 20            | 1 | 3        | 4        | 4        |          |          |
| 2010/2011    | KLH Chomutov               | 1.ČHL        | 7   | 1             | 0             | 1             | 6             | —             | — | —        | —        | —        |          |          |
| 2010/2011    | SK Kadaň                   | 1.ČHL        | 23  | 2             | 1             | 3             | 16            | 4             | 1 | 0        | 1        | 4        |          |          |
| 2011/2012    | HC 05 Banská Bystrica      | SHL          | 50  | 2             | 3             | 5             | 14            | 4             | 0 | 0        | 0        | 2        |          |          |
| 2012/2013    | ŠHK 37 Piešťany            | SHL          | 39  | 1             | 6             | 7             | 18            | 14            | 0 | 2        | 2        | 14       |          |          |
| 2013/2014    | ŠHK 37 Piešťany            | SHL          | 56  | 4             | 4             | 8             | 34            | 11            | 0 | 2        | 2        | 12       |          |          |
| 2014/2015    | ŠHK 37 Piešťany            | SHL          | 56  | 6             | 7             | 13            | 36            | 6             | 0 | 0        | 0        | 2        |          |          |
| 2015/2016    | ŠHK 37 Piešťany            | SHL          | 30  | 5             | 8             | 13            | 6             | —             | — | —        | —        | —        |          |          |
| 2016/2017    | MHC Martin                 | SHL          | 43  | 3             | 14            | 17            | 39            | 11            | 0 | 1        | 1        | 8        |          |          |
| 2017/2018    | HSC Csíkszereda            | Erste-l      | 38  | 9             | 13            | 22            |               | 9             | 0 | 8        | 8        |          |          |          |
| 2017/2018    | HSC Csíkszereda            | LNdh         | 26  | 6             | 14            | 20            | 12            | 7             | 2 | 3        | 5        | 10       |          |          |
| 2018/2019    | MHK Dubnica nad Váhom      | 1.SHL        | 22  | 2             | 10            | 12            | 6             | —             | — | —        | —        | —        |          |          |
| 2018/2019    | ŠHK Púchov                 | 2.SHL        | 12  | 5             | 12            | 17            | 4             | —             | — | —        | —        | —        |          |          |
| 2019/2020    | ŠHK Púchov                 | 2.SHL        | 17  | 5             | 10            | 15            | 4             | —             | — | —        | —        | —        |          |          |
| 2021/2022    | HK Púchov                  | 2.SHL        | 13  | 8             | 12            | 20            | 2             | 11            | 1 | 12       | 13       | 8        |          |          |
| 2022/2023    | HK Púchov                  | 2.SHL        | 17  | 5             | 13            | 18            | 6             | —             | — | —        | —        |          |          |          |
| 2022/2023    | HC 123kuriér Detva         | 2.SHL        | 1   | 0             | 0             | 0             | 2             | 12            | 2 | 11       | 13       | 10       |          |          |
| 2023/2024    | HK Púchov                  | 2.SHL        | 17  | 6             | 14            | 20            | 18            | 13            | 6 | 9        | 15       | 47       |          |          |
| Celkem v ČHL | Celkem v ČHL               | Celkem v ČHL | 104 | 1             | 7             | 8             | 44            | 17            | 0 | 0        | 0        | 4        |          |          |
| Celkem v SHL | Celkem v SHL               | Celkem v SHL | 274 | 21            | 42            | 63            | 147           | 46            | 0 | 5        | 5        | 38       |          |          |

## Reprezentace
| Rok                       | Tým                       | Soutěž                    | Z  | G | A | B | TM |
| ------------------------- | ------------------------- | ------------------------- | -- | - | - | - | -- |
| 2005                      | Slovensko 18              | MS-18                     | 6  | 0 | 1 | 1 | 4  |
| 2007                      | Slovensko 20              | MSJ                       | 6  | 0 | 2 | 2 | 2  |
| Juniorská kariéra celkově | Juniorská kariéra celkově | Juniorská kariéra celkově | 12 | 0 | 3 | 3 | 6  |